# Коротких, Сергей Аркадьевич
Сергей Аркадьевич Коротких (прозвища: Малюта, Боцман, Захар Лаврентьев и др.; род. 12 июля 1974, Тольятти, Куйбышевская область) — российский, белорусский и украинский военный деятель и политический активист ультраправого толка.

## Биография
Родился в 1974 году в Тольятти. Затем вместе с родителями переехал на территорию Беларуси.
В 1992—1994 годах служил в армии Беларуси в разведывательном батальоне. После окончания срочной службы поступил в школу КГБ, но был отчислен через два года, по его собственным словам, за связи с радикальными группировками, в частности с Белорусским народным фронтом. В 1996 году Коротких задержали за участие в оппозиционном митинге (т. н. «Чернобыльский шлях»), но вскоре он был освобождён.
В 1999 году (по другим данным — ещё в 1994 году) присоединился к белорусской региональной организации Русского национального единства, где стал руководителем службы безопасности. В организацию его привел Валерий Игнатович, осуждённый в 2002 году за убийство пяти человек и похищение журналиста Дмитрия Завадского. По словам Коротких, РНЕ тогда была субкультурой, которая пыталась стать политической организацией, а деньги на деятельность зарабатывала «крышиванием» рынков, перегоном автомобилей и охраной мероприятий и объектов околоцерковных структур. В 1999 году участвовал в драке между активистами РНЕ и БНФ, среди которых был Андрей Санников. Коротких называл драку «обычной субкультурной разборкой», а пострадавшие утверждали, что нападение организовали белорусские спецслужбы.
Затем Коротких переехал в Россию, где стал одним из лидеров Национал-социалистического общества (НСО) — одной из наиболее жестоких неонацистских организаций в России.
В 2008 году многие члены НСО были арестованы по обвинениям в совершении целого ряда убийств, но Коротких оставался на свободе. В феврале 2013 года Коротких и Максим Марцинкевич были задержаны за драку с белорусскими антифашистами, во время которой Коротких нанес ножевые ранения противнику. Через десять дней их отпустили, дело закрыли.
Иван Белоусов, которого считали активистом НСО, в августе 2009 года был приговорён к 6 годам лишения свободы по обвинению в совершении взрыва около фонаря на Манежной площади в Москве (без пострадавших). Суд установил, что Белоусов заложил взрывное устройство, а подрыв был произведен по радиоканалу его неустановленным соучастником. В 2012 году полиция сообщила, что установила личность того, кто привел взрывчатку в действие, — якобы это был Коротких.
Весной 2014 года Коротких перебрался на Украину, где участвовал в войне на востоке этой страны в составе батальона «Азов». В декабре 2014 года он получил украинское гражданство. В 2015—2017 годах руководил отделом охраны объектов стратегического значения при Департаменте Государственной службы охраны при МВД Украины. С 2017 года занимается политикой как член партии «Национальный корпус», возглавляемой руководителем полка «Азов» Андреем Билецким.
В январе 2021 года израильский режиссер-документалист Влади Антоневич, внедрившийся в неонацистские банды в ходе подготовки фильма «Кредит на убийство», опубликовал письмо, которое якобы написал Максим Марцинкевич, в котором Марцинкевич предостерегал членов группировки Формат-18 от последствий явок с повинной, которые он дал против себя и своих соратников (в частности, Сергея Коротких) по ряду убийств. По словам самого Сергея Коротких, о существовании этого письма он знал еще в середине 2020 года.
В августе 2021 года в Интернете появился видеоролик, на котором Сергей Коротких дает показания на руководителей НСО. Утверждается, что видео было сделано в 2007 году. Кроме того, в видеоролике присутствует расписка от ноября 2007 года, в которой Коротких якобы обязуется сотрудничать с правоохранительными органами.
Примерно в то же время, когда Коротких дал показания, произошел раскол внутри НСО, а также было совершено убийство дагестанца Шамиля Одаманова и неустановленного уроженца Таджикистана. Видео этого убийства получило известность под названием «Казнь таджика и дага». Влади Антоневич связывает эту расправу с членами НСО.
В августе 2021 года Следственный комитет России обвинил Сергея Коротких в убийствах двух и более человек, совершённых группой лиц по мотивам политической, идеологической, расовой, национальной или религиозной ненависти.
Утверждается, что Коротких является близким другом Александра Авакова, сына министра внутренних дел Украины Арсена Авакова.
Друг (по другим данным, двоюродный брат) Сергея Коротких Валерий Игнатович был признан виновным в похищении белорусского журналиста Дмитрия Завадского.

## Состояние
При подаче декларации о доходах за 2015 год Коротких указал ежемесячный заработок в размере шесть с половиной тысяч гривен (около 237 долларов), при этом в 2015 году, согласно декларации, Сергей Коротких приобрёл две квартиры общей стоимостью около 76 тысяч долларов, самолёт за 1,2 тысячи долларов, также у Коротких имеются часы стоимостью около пяти тысяч долларов, и ручка Montegrappa за 4,3 тысячи долларов, помимо этого в декларации Сергей Коротких указал, что имеет наличность в размере 223 тысяч долларов, 135 тысяч евро и 500 тысяч гривен, кроме этого ещё 565 тысяч евро ему должно некое лицо.

## Обвинения
Есть версия, что Коротких в 1990-х был агентом белорусского КГБ, а после переезда в Россию стал агентом российской ФСБ. Сам Коротких такие обвинения решительно отвергает.
По мнению жены убитого, Ларисы Бабич, и бывшего заместителя комбата и идеолога «Азова», который сегодня вынужден скрываться от мести бывших собратьев за границей, Олега Однороженко, в 2015 году Коротких был соисполнителем убийства украинского военного из полка «Азов» Ярослава Бабича.
В 2020 году журналисты Дариус Богуцкий и Эдуард Чекин опубликовали расследование, в котором они утверждали, что именно Коротких убил Павла Шеремета из-за событий 16-летней давности в Беларуси.